# كارل من النمسا، أسقف فروتسواف
كارل من النمسا، أسقف فروتسواف (بالألمانية: Karl von Österreich)‏ (و. 1590 – 1624 م) هو كاهن كاثوليكي من النمسا، والإمبراطورية الرومانية المقدسة، ولد في غراتس، توفي في مدريد، عن عمر يناهز 34 عاماً.

## مناصب
تولى منصب سيد فرسان تيوتون الأكبر ‏ (1625–1627)
- أسقف كاثوليكي.

| المناصب السياسية                      | المناصب السياسية                     | المناصب السياسية              |
| ------------------------------------- | ------------------------------------ | ----------------------------- |
| سبقه ماكسيليان الثالث، أرشيدوق النمسا | سيد فرسان تيوتون الأكبر ‏ 1625 - 1627 | تبعه يوهان يوستاخ فون وسترناخ |